# Longitarsus aeneus
Longitarsus aeneus es una especie de insecto coleóptero de la familia Chrysomelidae. Fue descrita científicamente en 1862 por Kutschera.